# Reruhi Shimizu
Reruhi Shimizu –en japonés, 清水礼留飛, Shimizu Reruhi– (Myoko, 4 de diciembre de 1993) es un deportista japonés que compitió en salto en esquí. 
Participó en los Juegos Olímpicos de Sochi 2014, obteniendo una medalla de bronce en la prueba de trampolín grande por equipos (junto con Taku Takeuchi, Daiki Ito y Noriaki Kasai).

## Palmarés internacional
| Juegos Olímpicos | Juegos Olímpicos | Juegos Olímpicos  | Juegos Olímpicos |
| Año              | Lugar            | Medalla           | Prueba           |
| ---------------- | ---------------- | ----------------- | ---------------- |
| 2014             | Sochi (Rusia)    | Medalla de bronce | TG por equipos   |